# Árvore brônquica

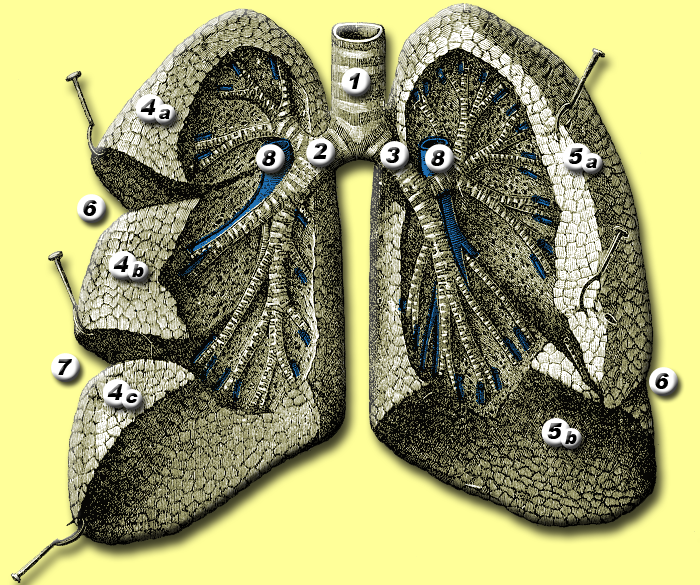
Imagem da estrutura pulmonar: 1. Traqueia, 2. Brônquio principal direito, 3. Brônquio principal esquerdo.

A árvore brônquica  (ou árvore respiratória) é o conjunto de estruturas que transportam o ar inspirado e exalado entre a laringe e os alvéolos pulmonares. A árvore brônquica é parte integrante do sistema respiratório, a área de condução das vias aéreas inferiores.
A árvore brônquica é composta pelos brônquios, bronquíolos, sacos alveolares, e alvéolos, e é responsável por levar o ar sugado pelas narinas para os pulmões. Começa quando a traqueia se divide em dois brônquios primários ou principais: o direito e o esquerdo. Esses brônquios se ramificam em brônquios secundários e brônquios terciários.
À direita, as primeiras ramificações são constituídas pelos três brônquios lobares (superior, médio e inferior), à esquerda, pelos dois brônquios lobares (superior e inferior), dado que o pulmão esquerdo apenas possui dois lobos por causa do coração.